# Cisticola chubbi
Cisticola chubbi là một loài chim trong họ Cisticolidae.